# Pojerstieten (Kumehnen)

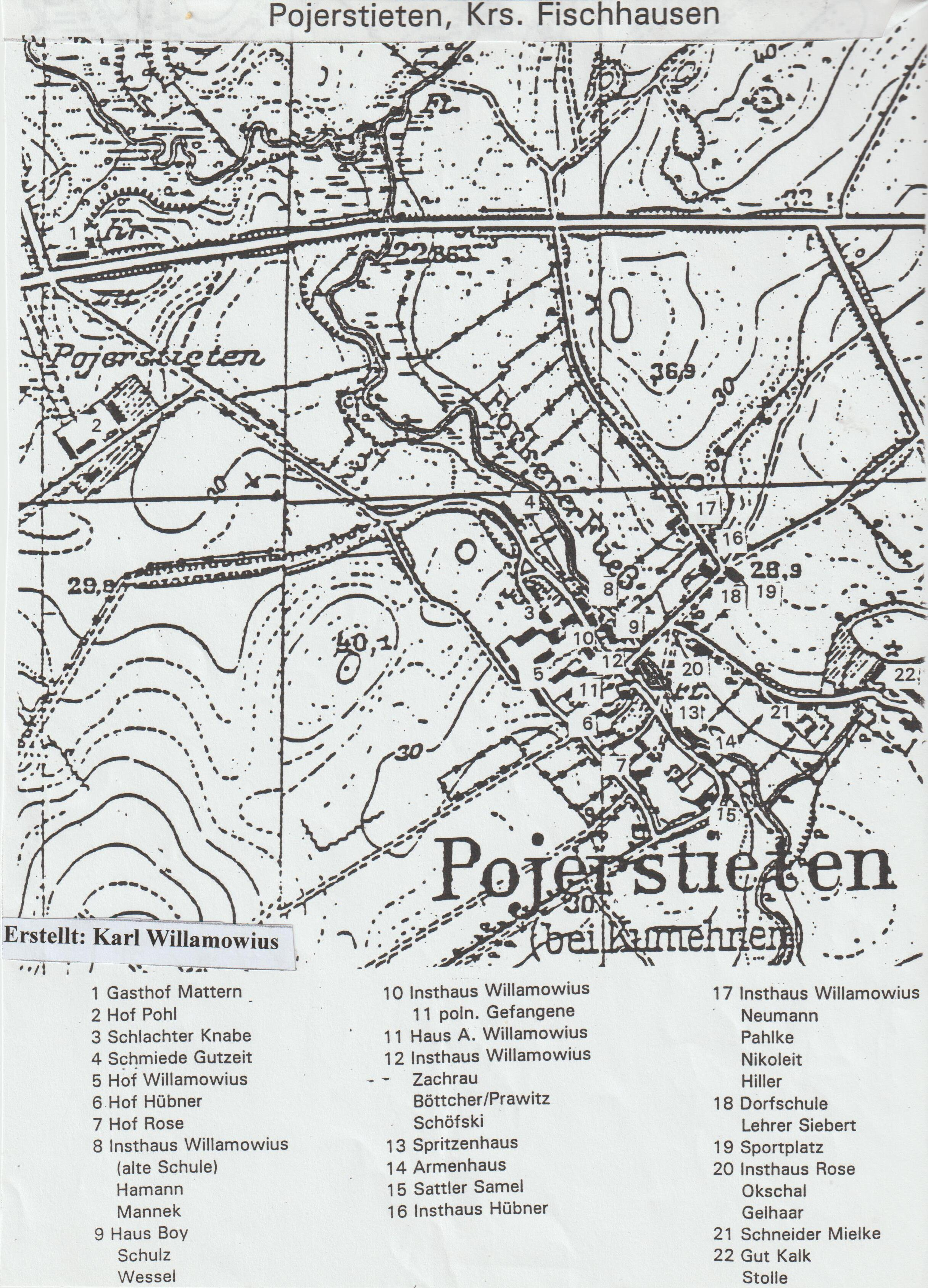
Ortsplan, Zustand Anfang 1945

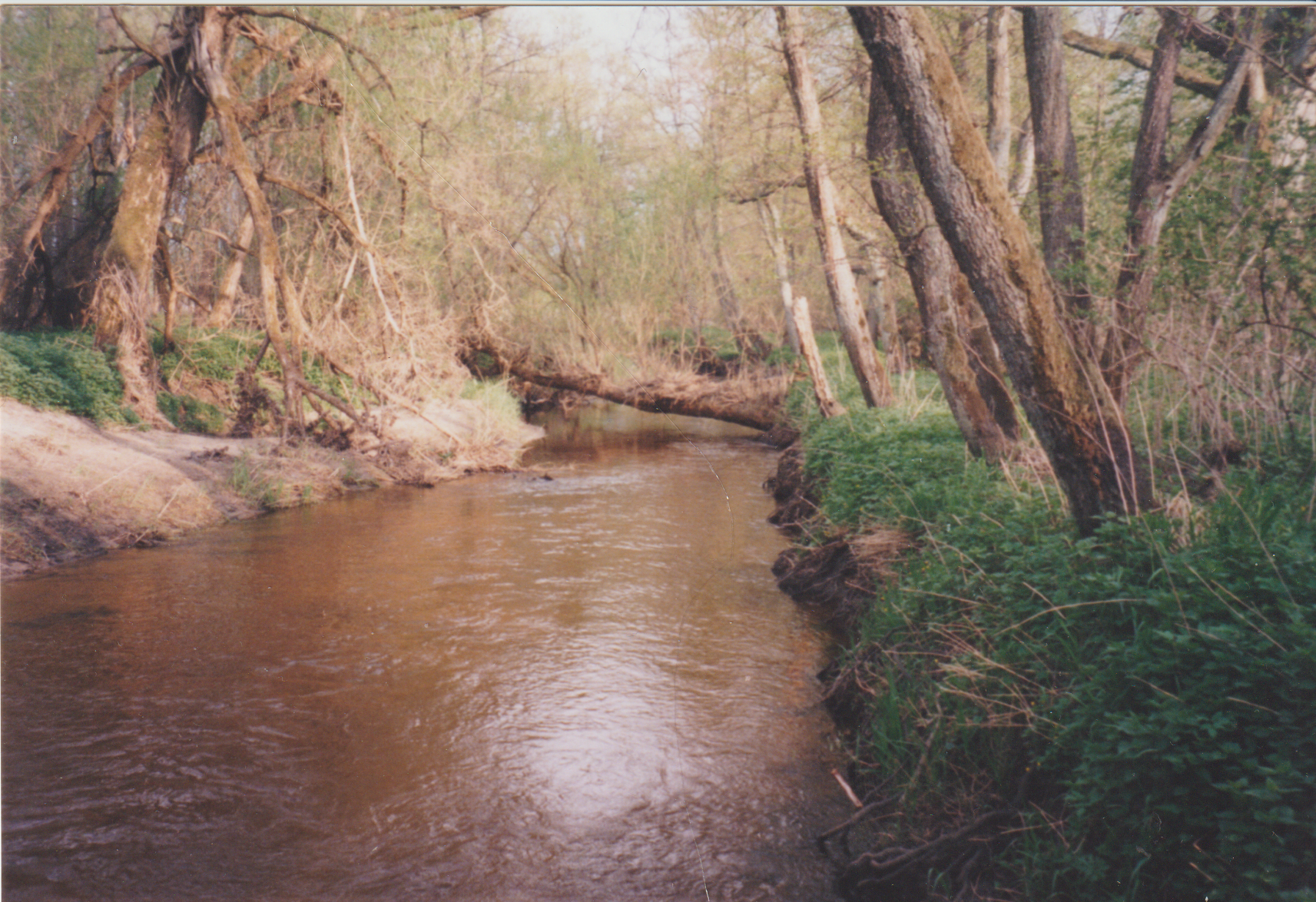
Forkener Fließ

Pojerstieten (russisch Колодцы, Kolodzy) ist eine untergegangene Landgemeinde ca. 4 km westlich von Kumatschowo (dt.: Kumehnen), heute eine Wüstung in der russischen Oblast Kaliningrad, am Forkener Fließ.

## Geschichte
Namensgeber war ein Preuße mit dem Namen Pogirste. Die Verkleinerungsform -it wurde angehängt; so hieß der Ort Pogirsteit. Im 13. und 14. Jahrhundert wurden die Namen verdeutscht. Im Jahr 1325 hieß der Ort Pagerstityn, 1384 Poarstitten und im Jahr 1893 letztendlich Pojerstieten. Im Jahr 1384 verlieh Markgraf Albrecht zu Brandenburg dem Dorf, das zum Kammeramt Thierenberg gehörte, 40 Hufen.
Im 1922 in Leipzig erschienenen Güteradressbuch werden die Güter Pohl (Abbau) mit 167 ha und Willamowius mit 166 ha erwähnt. Weiter gehörten noch das Gut Kalk mit 150 ha und auch Kobjeiten mit dem Gut Porschien zu Pojerstieten.
Am Ende des Zweiten Weltkriegs lebten in Pojerstieten 367 Menschen. Es gab eine zweiklassige Schule; Lehrer waren Philipp Anthes und Arthur Siebert. Letzter Bürgermeister war der Landwirt Walter Rose, Ortsbauernführer war Johannes Willamowius.
Nach dem Zweiten Weltkrieg erhielt der Ort den russischen Namen Kolodzy (dt.: „Brunnendorf“) und wurde gleichzeitig dem Dorfsowjet Logwinski selski Sowet im Rajon Primorsk zugeordnet. Der Ort wurde vor 1975 verlassen. Gebäude wurden abgerissen, das Baumaterial wurde für einen neuen Militär-Flugplatz bei Dunajewka (Thierenburg) verwendet.

## Kirche
Der Ort gehörte zum Kirchbezirk Kumehnen. Die evangelische Kirche in Kumehnen war ein gotischer Backsteinbau des 14. Jahrhunderts mit Feldsteinfundament. Nach dem Zweiten Weltkrieg wurde das Gebäude für landwirtschaftliche Zwecke genutzt, heute ist es eine Ruine.

## Ortsteile
- Gut Kalk mit 150 ha betrieb eine Wassermühle, die von einem Staubecken gespeist wurde.
- Kobjeiten mit dem Gut Porschien lag direkt am Forkener Fließ